# Pouzauges
Pouzauges település Franciaországban, Vendée megyében. Lakosainak száma 5641 fő (2022. január 1.). Pouzauges Le Boupère, Sèvremont, La Meilleraie-Tillay, Montournais és Saint-Mesmin községekkel határos.

## Népesség
A település népességének változása:
| Lakosok száma | 5536 | 5525 | 5713 | 5514 | 5549 | 5557 | 5565 | 5597 | 5641 |
|               | 2013 | 2015 | 2016 | 2017 | 2018 | 2019 | 2020 | 2021 | 2022 |